# Evaniella brachystylus
Evaniella brachystylus är en stekelart som först beskrevs av August Schletterer 1889.  Evaniella brachystylus ingår i släktet Evaniella och familjen hungersteklar. Inga underarter finns listade i Catalogue of Life.